# Élections législatives de 1898 dans les Deux-Sèvres
Les élections législatives de 1898 dans les Deux-Sèvres ont eu lieu les 8 et 22 mai.

## Députés élus
|   | Circonscription | Député sortant             |  | Groupe parlementaire      | Député élu                        |  | Groupe parlementaire       |
| - | --------------- | -------------------------- |  | ------------------------- | --------------------------------- |  | -------------------------- |
| 1 | Bressuire       | Henry Savary de Beauregard |  | Républicains indépendants | Julien de La Rochejaquelein       |  | Républicains indépendants  |
| 2 | Melle           | Léopold Goirand            |  | Gauche progressiste       | Jean-Marie Aymé de La Chevrelière |  | Républicains progressistes |
| 3 | 1re de Niort    | Guy Disleau                |  | GRG                       | Guy Disleau                       |  | Républicains progressistes |
| 4 | 2e de Niort     | Amédée de La Porte         |  | Gauche progressiste       | Amédée de La Porte                |  | Gauche démocratique        |
| 5 | Parthenay       | André Lebon                |  | GRG                       | Robert de Maussabré-Beufvier      |  | Antijuif                   |

## Résultats à l'échelle du département
| Partis         | Partis                     | Premier tour | Premier tour | Deuxième tour | Deuxième tour | Sièges |
| Partis         | Partis                     | Voix         | %            | Voix          | %             | Sièges |
| -------------- | -------------------------- | ------------ | ------------ | ------------- | ------------- | ------ |
|                | Républicains progressistes | 32 399       | 35,61        | 18 212        | 48,28         | 1      |
|                | Monarchistes               | 22 850       | 25,11        | 11 652        | 30,89         | 2      |
|                | Radicaux                   | 19 831       | 21,80        | 7 861         | 20,84         | 1      |
|                | Ralliés                    | 10 859       | 11,94        |               |               | 1      |
|                | Socialistes                | 5 045        | 5,54         | 0             |               |        |
|                |                            |              |              |               |               |        |
| Inscrits       | Inscrits                   | 110 690      | 100,00       | 44 674        | 100,00        | 5      |
| Votants        | Votants                    | 92 636       | 83,69        | 38 160        | 85,42         |        |
| Abstentions    | Abstentions                | 18 054       | 16,31        | 6 514         | 14,58         |        |
| Blancs et nuls | Blancs et nuls             | 1 652        | 1,78         | 435           | 1,14          |        |
| Exprimés       | Exprimés                   | 90 984       | 98,22        | 37 725        | 98,86         |        |

## Résultats par arrondissement

### Arrondissement de Bressuire
| Candidat       | Candidat                   | Parti          | Premier tour | Premier tour |
| Candidat       | Candidat                   | Parti          | Voix         | %            |
| -------------- | -------------------------- | -------------- | ------------ | ------------ |
|                | Henry Savary de Beauregard | Monarchiste    | 12 359       | 59,07        |
|                | Ménard                     | Radical        | 5 667        | 27,09        |
|                | Quillet                    | Socialiste     | 2 895        | 13,84        |
|                |                            |                |              |              |
| Inscrits       | Inscrits                   | Inscrits       | 26 542       | 100,00       |
| Votants        | Votants                    | Votants        | 21 406       | 80,65        |
| Abstention     | Abstention                 | Abstention     | 5 136        | 19,35        |
| Blancs et nuls | Blancs et nuls             | Blancs et nuls | 485          | 2,27         |
| Exprimés       | Exprimés                   | Exprimés       | 20 921       | 97,73        |

### Arrondissement de Melle
| Candidat       | Candidat                          | Parti                    | Premier tour | Premier tour |
| Candidat       | Candidat                          | Parti                    | Voix         | %            |
| -------------- | --------------------------------- | ------------------------ | ------------ | ------------ |
|                | Jean-Marie Aymé de La Chevrelière | Rallié                   | 10 859       | 53,32        |
|                | Léopold Goirand                   | Républicain progressiste | 9 507        | 46,68        |
|                |                                   |                          |              |              |
| Inscrits       | Inscrits                          | Inscrits                 | 23 763       | 100,00       |
| Votants        | Votants                           | Votants                  | 20 812       | 87,58        |
| Abstention     | Abstention                        | Abstention               | 2 951        | 12,42        |
| Blancs et nuls | Blancs et nuls                    | Blancs et nuls           | 446          | 2,14         |
| Exprimés       | Exprimés                          | Exprimés                 | 20 366       | 97,86        |

### Arrondissement de Niort

#### 1recirconscription
| Candidat       | Candidat       | Parti                    | Premier tour | Premier tour | Deuxième tour | Deuxième tour |
| Candidat       | Candidat       | Parti                    | Voix         | %            | Voix          | %             |
| -------------- | -------------- | ------------------------ | ------------ | ------------ | ------------- | ------------- |
|                | Guy Disleau    | Républicain progressiste | 6 720        | 44,16        | 7 864         | 50,01         |
|                | Richard        | Radical                  | 6 349        | 41,72        | 7 861         | 49,99         |
|                | Mounier        | Socialiste               | 2 150        | 14,13        |               |               |
|                |                |                          |              |              |               |               |
| Inscrits       | Inscrits       | Inscrits                 | 19 660       | 100,00       | 19 660        | 100,00        |
| Votants        | Votants        | Votants                  | 15 647       | 79,59        | 15 925        | 81,00         |
| Abstention     | Abstention     | Abstention               | 4 013        | 20,41        | 3 735         | 19,00         |
| Blancs et nuls | Blancs et nuls | Blancs et nuls           | 428          | 2,74         | 200           | 1,26          |
| Exprimés       | Exprimés       | Exprimés                 | 15 219       | 97,26        | 15 725        | 98,74         |

#### 2ecirconscription
| Candidat       | Candidat           | Parti                    | Premier tour | Premier tour |
| Candidat       | Candidat           | Parti                    | Voix         | %            |
| -------------- | ------------------ | ------------------------ | ------------ | ------------ |
|                | Amédée de La Porte | Radical                  | 7 292        | 57,37        |
|                | Toutant            | Républicain progressiste | 3 208        | 25,24        |
|                | Spronck            | Républicain progressiste | 2 210        | 17,39        |
|                |                    |                          |              |              |
| Inscrits       | Inscrits           | Inscrits                 | 15 711       | 100,00       |
| Votants        | Votants            | Votants                  | 12 890       | 82,04        |
| Abstention     | Abstention         | Abstention               | 2 821        | 17,96        |
| Blancs et nuls | Blancs et nuls     | Blancs et nuls           | 180          | 1,40         |
| Exprimés       | Exprimés           | Exprimés                 | 12 710       | 98,60        |

### Arrondissement de Parthenay
| Candidat       | Candidat                     | Parti                    | Premier tour | Premier tour | Deuxième tour | Deuxième tour |
| Candidat       | Candidat                     | Parti                    | Voix         | %            | Voix          | %             |
| -------------- | ---------------------------- | ------------------------ | ------------ | ------------ | ------------- | ------------- |
|                | André Lebon                  | Républicain progressiste | 10 754       | 49,40        | 10 348        | 47,04         |
|                | Robert de Maussabré-Beufvier | Monarchiste              | 10 491       | 48,19        | 11 652        | 52,96         |
|                | Hubelin                      | Radical                  | 523          | 2,40         |               |               |
|                |                              |                          |              |              |               |               |
| Inscrits       | Inscrits                     | Inscrits                 | 25 014       | 100,00       | 25 014        | 100,00        |
| Votants        | Votants                      | Votants                  | 21 881       | 87,48        | 22 235        | 88,89         |
| Abstention     | Abstention                   | Abstention               | 3 133        | 12,52        | 2 779         | 11,11         |
| Blancs et nuls | Blancs et nuls               | Blancs et nuls           | 113          | 0,52         | 235           | 1,06          |
| Exprimés       | Exprimés                     | Exprimés                 | 21 768       | 99,48        | 22 000        | 98,94         |